# Puya ugentiana
Puya ugentiana là một loài thực vật có hoa trong họ Bromeliaceae. Loài này được L.B.Sm. miêu tả khoa học đầu tiên năm 1966. Chúng là loài đặc hữu của Bolivia.